# 67e parallèle sud
Pour les articles homonymes, voir 67e parallèle.
En géographie, le 67e parallèle sud est le parallèle joignant les points de la surface de la Terre dont la latitude est égale à 67° sud.

## Géographie

### Dimensions
Dans le système géodésique WGS 84, au niveau de 67° de latitude sud, un degré de longitude équivaut à 43,620 km ; la longueur totale du parallèle est donc de 16 346 km, soit environ 39 % de celle de l'équateur. Il en est distant de 7 434 km et du pôle Sud de 2 568 km,.
Le 67e parallèle est situé à 49 km au sud du cercle polaire antarctique.

### Régions traversées
Le 67e parallèle sud passe en grande majorité au-dessus de l'océan Austral, mais coupe le continent antarctique et des îles avoisinantes sur une partie de son parcours. Au total, il survole des terres émergées sur 16 % de sa longueur.
Le tableau ci-dessous résume les différentes zones traversées par le parallèle :
| Zone                                 | Début                 | Fin                   | Longueur (km) |
| ------------------------------------ | --------------------- | --------------------- | ------------- |
| Océan Austral                        | 67° 00′ S, 64° 55′ O  | 67° 00′ S, 48° 25′ E  | 4 944         |
| Antarctique (péninsule de Sakellari) | 67° 00′ S, 48° 25′ E  | 67° 00′ S, 49° 13′ E  | 35            |
| Océan Austral                        | 67° 00′ S, 49° 13′ E  | 67° 00′ S, 50° 34′ E  | 59            |
| Antarctique (terre d'Enderby)        | 67° 00′ S, 50° 34′ E  | 67° 00′ S, 56° 20′ E  | 322           |
| Océan Austral                        | 67° 00′ S, 56° 20′ E  | 67° 00′ S, 84° 23′ E  | 1 319         |
| Antarctique                          | 67° 00′ S, 86° 50′ E  | 67° 00′ S, 115° 06′ E | 1 243         |
| Océan Austral                        | 67° 00′ S, 115° 06′ E | 67° 00′ S, 121° 49′ E | 293           |
| Antarctique                          | 67° 00′ S, 121° 49′ E | 67° 00′ S, 127° 46′ E | 260           |
| Océan Austral                        | 67° 00′ S, 127° 46′ E | 67° 00′ S, 128° 08′ E | 16            |
| Antarctique                          | 67° 00′ S, 128° 08′ E | 67° 00′ S, 128° 15′ E | 5             |
| Océan Austral                        | 67° 00′ S, 128° 15′ E | 67° 00′ S, 129° 33′ E | 57            |
| Antarctique                          | 67° 00′ S, 129° 33′ E | 67° 00′ S, 142° 26′ E | 562           |
| Océan Austral                        | 67° 00′ S, 142° 26′ E | 67° 00′ S, 142° 47′ E | 16            |
| Antarctique                          | 67° 00′ S, 142° 47′ E | 67° 00′ S, 143° 48′ E | 44            |
| Océan Austral                        | 67° 00′ S, 143° 48′ E | 67° 00′ S, 144° 10′ E | 16            |
| Antarctique                          | 67° 00′ S, 144° 10′ E | 67° 00′ S, 144° 26′ E | 12            |
| Océan Austral                        | 67° 00′ S, 144° 26′ E | 67° 00′ S, 68° 38′ O  | 6 409         |
| Île Adélaïde                         | 67° 00′ S, 68° 38′ O  | 67° 00′ S, 67° 55′ O  | 31            |
| Océan Austral                        | 67° 00′ S, 67° 55′ O  | 67° 00′ S, 67° 16′ O  | 28            |
| Antarctique (péninsule Antarctique)  | 67° 00′ S, 67° 16′ O  | 67° 00′ S, 66° 55′ O  | 15            |
| Océan Austral                        | 67° 00′ S, 66° 55′ O  | 67° 00′ S, 66° 38′ O  | 12            |
| Antarctique (péninsule Antarctique)  | 67° 00′ S, 66° 38′ O  | 67° 00′ S, 64° 55′ O  | 75            |
| Océan Austral                        | 67° 00′ S, 64° 55′ O  | 67° 00′ S, 48° 25′ E  | 4 944         |